# Memoria de España
Memoria de España es una serie documental producida íntegramente por Radiotelevisión Española en el año 2004, que narra en veintisiete episodios (distribuidos en catorce volúmenes diferentes) la historia del pueblo español desde su origen en la Prehistoria hasta los atentados de Madrid del 11M en la Edad Contemporánea, pasando sucintamente por la creación misma del universo hace 13 700 millones de años. La serie tuvo un gran éxito de audiencia llegando a alcanzar los 4,6 millones de espectadores, siendo el documental más visto de la década.
Estrenado el 3 de febrero de 2004, el espacio documental ha cosechado en sus 11 emisiones una aceptable audiencia media del 20,2 % de share con 3 750 000 espectadores.

## Producción
Fernando García de Cortázar quería contar la historia española con rigor, y los contenidos fueron supervisados por catedráticos de prestigio.

## Lista de capítulos
| Primera temporada |                                                                                    |                       |          |              |                   |
| Episodio          | Título                                                                             | Fecha de emisión      | Duración | Espectadores | Cuota de pantalla |
| 0                 | «En el inicio de los tiempos»                                                      | 3 de febrero de 2004  | 49:18    | —            | —                 |
| 1                 | «De Altamira al útil de metal»                                                     | 10 de febrero de 2004 | 49:16    | —            | —                 |
| 2                 | «Tarteso, el reino legendario de Argantonio»                                       | 17 de febrero de 2004 | 53:08    | —            | —                 |
| 3                 | «Las grandes potencias se disputan Iberia»                                         | 24 de febrero de 2004 | 46:31    | —            | —                 |
| 4                 | «Hispania, un producto de Roma»                                                    | 2 de marzo de 2004    | 50:35    | —            | —                 |
| 5                 | «Del imperio cristiano a los reinos bárbaros»                                      | 9 de marzo de 2004    | 42:28    | —            | —                 |
| 6                 | «El islam y la resistencia cristiana (la civilización árabe)»                      | 16 de marzo de 2004   | 51:49    | —            | —                 |
| 7                 | «La disgregación del islam andalusí y el avance cristiano (polvo, sudor y hierro)» | 23 de marzo de 2004   | 52:03    | —            | —                 |
| 8                 | «La península de los cinco reinos»                                                 | 30 de marzo de 2004   | 50:34    | —            | —                 |
| 9                 | «La época de las calamidades»                                                      | 6 de abril de 2004    | 51:36    | —            | —                 |
| 10                | «Los Reyes Católicos»                                                              | 13 de abril de 2004   | 50:30    | —            | —                 |

| Segunda temporada |                                                            |                                |          |              |                   |
| Episodio          | Título                                                     | Fecha de emisión               | Duración | Espectadores | Cuota de pantalla |
| 11                | «América, un mundo nuevo»                                  | Martes 2 de diciembre de 2004  | 45:16    | —            | —                 |
| 12                | «Carlos V, un monarca, un imperio y una espada»            | Martes 9 de diciembre de 2004  | 51:30    | —            | —                 |
| 13                | «La España de Felipe II: un imperio sin emperador»         | Martes 16 de diciembre de 2004 | 52:29    | —            | —                 |
| 14                | «La decadencia política del Siglo de Oro»                  | Martes 23 de diciembre de 2004 | 44:50    | —            | —                 |
| 15                | «Decadencia de un imperio. De los Austrias a los Borbones» | Martes 30 de diciembre de 2004 | 44:42    | —            | —                 |
| 16                | «La nueva España de Felipe V»                              | Martes 6 de enero de 2005      | 51:52    | —            | —                 |
| 17                | «Carlos III, luces y sombras del reformismo ilustrado»     | Martes 13 de enero de 2005     | 47:23    | —            | —                 |
| 18                | «A la sombra de la revolución»                             | Martes 20 de enero de 2005     | 43:47    | —            | —                 |
| 19                | «¡Vivan las caenas!»                                       | Martes 27 de enero de 2005     | 48:38    | —            | —                 |
| 20                | «Por la senda liberal»                                     | Martes 3 de febrero de 2005    | 52:08    | —            | —                 |
| 21                | «Viva España con honra»                                    | Martes 10 de febrero de 2005   | 44:51    | —            | —                 |
| 22                | «El regreso de los Borbones»                               | Martes 17 de febrero de 2005   | 48:45    | —            | —                 |
| 23                | «Alfonso XIII»                                             | Martes 24 de febrero de 2005   | 1:02:02  | —            | —                 |
| 24                | «España, España»                                           | Martes 2 de marzo de 2005      | 57:03    | —            | —                 |
| 25                | «Franco, Franco, Franco»                                   | Martes 8 de marzo de 2005      | 1:02:41  | —            | —                 |
| 26                | «España en libertad»                                       | Martes 15 de marzo de 2005     | 1:00:06  | —            | —                 |

## Recepción
La serie también fue adquirida para su emisión en México. La serie estuvo nominada a dos Premios ATV, mejor realización y programa documental, en su edición de 2004.

## Desviaciones históricas
A pesar de contar con un importante elenco de colaboradores, existen diversos errores al colocar la iglesia de San Martín de Tours en Valladolid, estando en la provincia de Palencia. Pero los errores más importantes se dieron en los capítulos sobre la guerra civil española, en donde los combatientes se dirigían a unas ruinas que se encontraban continuamente protegidas, o la aparición de armamento que escasamente se utilizó en todo momento en las batallas.

### Gazapos e inexactitudes
-Cap. IX: "La época de las calamidades". Minutaje: 00:50. La batalla del río Salado de Alfonso XI de Castilla se ubica en el año 1348, cuando tuvo lugar en 1340.
-Cap. IX: "La época de las calamidades". Minutaje: 24:00-24:10. Se dice que Martín el Joven, hijo de Martín I el Humano, falleció sin descendencia legítima de su esposa Blanca de Navarra. En realidad, del matrimonio de Blanca de Navarra y Martín el Joven nació el infante Martín de Aragón, quien falleció a temprana edad (1403-1407).
-Cap. XI "Los Reyes Católicos". Minutaje: 45:05 y 45:40. Aparece un esquema que refleja la política matrimonial de los Reyes Católicos. En cuarto lugar aparece su hija Catalina casada erróneamente con Eduardo VIII de Inglaterra donde debería aparecer Enrique VIII de Inglaterra (el audio sí es correcto).
-Cap.XVI: "La nueva España de Felipe V". Minutaje 47:50 Se dice: «Su hijo Carlos ya es oficialmente rey de España y, por lo tanto, la corona de Nápoles pasa a su nieto mayor...» cuando lo cierto es que su nieto mayor era Carlos IV de España y que la corona de Nápoles paso a Fernando I de las Dos Sicilias, su segundo nieto.
-Cap. XVIII: "Carlos III, luces y sombras del reformismo ilustrado". Minutaje: 43:05. Se dice: «Carlos de Borbón y Farnesio, el tercer borbón...» cuando lo cierto es que, tras Felipe V, Luis I y Fernando VI, Carlos III fue el cuarto borbón.
-Cap.XX: "Por la senda liberal" Minutaje: 04:52 a 04:58. Se dice: «La prematura muerte de la tercera esposa del rey, María Amalia de Sajonia, en la primavera de 1829...» y se muestra, erróneamente, la imagen de María Isabel de Braganza (segunda esposa), fallecida en 1818.